# U 992
U 992 war ein deutsches Unterseeboot des Typs VII C, ein so genanntes „Atlantikboot“. Es wurde durch die deutsche Kriegsmarine während des U-Boot-Krieges im Nordmeer gegen alliierte Nordmeergeleitzüge eingesetzt.

## Technische Daten
Ein VII C-Boot hatte eine Länge von 67 m und eine Verdrängung von 865 m³ unter Wasser. Es verfügte über zwei Dieselmotoren, die über Wasser eine Geschwindigkeit von 17 kn ermöglichten. Bei der Unterwasserfahrt trieben zwei Elektromotoren das Boot zu einer Geschwindigkeit von 7 kn an. Die Bewaffnung bestand bis 1944 aus einer 8,8 cm Kanone und einer 2,0 cm Flak an Deck, sowie vier Bugtorpedorohren und einem Hecktorpedorohr. Üblicherweise führte ein VII C-Boot 14 Torpedos mit sich. Wie die meisten Boote seiner Zeit hatte auch U 922 ein bootsspezifisches Zeichen, das auf Vorschläge aus Reihen der Mannschaft hervorgegangen war und von der Besatzung an Uniformmützen und Schiffchen getragen wurde. Es handelte sich um einen herabstürzenden Raubvogel mit einem Torpedo in den Krallen vor einem großen roten „U“.

## Einsatz und Geschichte
Nach Indienststellung wurde U 992 zunächst der 5. U-Flottille unterstellt, und in Kiel stationiert. In dieser Zeit unternahm Kommandant Falke Ausbildungsfahrten in der Ostsee zum Training der Besatzung und zum Einfahren des Bootes. Im März kam das Boot als Frontboot zur 3. U-Flottille, die in La Rochelle an der nordfranzösischen Atlantikküste stationiert war. Bis Juni absolvierte Oberleutnant zur See Falke mit U 992 eine ausgedehnte Unternehmung im Nordmeer, in deren Verlauf es zur Versorgung mehrere Stützpunkte in Norwegen, u. a. Stavanger und Bergen, anlief und bei Jan Mayen patrouillierte.

### Auf der Bäreninsel
Im November 1944 hatte die Kriegsmarine eine 
Wetterstation auf der Bäreninsel eingerichtet. Die Station trug den Tarnnamen ‘‘Taaget‘‘ und wurde von zwei Kollaborateuren betrieben: einem Ukrainer und einem Norweger. Nach der Einrichtung der Station mit Hilfe von U 1163 war allerdings der Kontakt zu „Taaget“ abgebrochen. Daher erhielt Falke gegen Ende des Jahres den Auftrag, die Bäreninsel aufzusuchen und wenn möglich, die beiden Bewohner bei der Wiederinbetriebnahme zu unterstützen. U 992 nahm hierfür zwei neue Batterien und zusätzlich zwei Motorengeneratoren an Bord, die von der Luftwaffe zur Verfügung gestellt wurden. Zudem erhielt das Besatzungsmitglied Hermann Friedrich, der E-Obermaschinist des Bootes, eine Schulung hinsichtlich Aufbau und Funktionsweise der Stromversorgung von Taaget. U 992 verließ den Stützpunkt Narvik am 14. Januar 1945 und erreichte die Bäreninsel am 25. Januar. Falke kündigte die Ankunft seines Bootes der Stationsbesatzung mit einem Abfeuern der Deckskanone an und ließ Friedrich mit drei Mann und den mitgebrachten Materialien übersetzten. Friedrich traf mit einem der beiden Kollaborateure auf dem Hochplateau zusammen und bemerkte, dass zahlreiche Benzinkanister und große Teile der von U 1163 abgeladenen Ausrüstung, sowie reichlich Proviant noch ungeborgen auf dem Plateau im Schnee standen. Als die Besatzungsmitglieder von U 922 die Wetterstation erreichten, trafen sie auch auf das andere Stationsmitglied. Friedrich stellte fest, dass sich beide nicht verständigen konnten, daran auch nicht viel Interesse zu haben schienen und zudem – wie an den unbrauchbaren Benzinkochern offenbar wurde – auch schon für längere Zeit keine warme Mahlzeit zu sich genommen hatten. Die Funktionsunfähigkeit von Taaget war auf leere Batterien zurückzuführen, was auch aus stationseigenen Ressourcen nicht behebbar gewesen war, denn die Motorengeneratoren funktionierten ebenfalls nicht. Nach drei Tagen hatte Friedrich die Generatoren wieder instand gesetzt und die Batterien erneut aufgeladen. Am 28. Januar verließ U 922 die Bäreninsel.

### Walter auf Jan Mayen
Zur Erhebung der Wetterdaten in der Arktis setzte die Wehrmacht nicht nur bemannte, sondern auch automatische Wetterstationen ein, die selbständig Daten erheben und funken konnten. Das Wetterfunkgerät Land (WFL) der Kriegsmarine bestand aus mehreren Modulen, die darauf ausgelegt waren, von U-Booten transportiert zu werden. Neben einer Antenne und einem Mast mit einem Anemometer und einer Windfahne bestand das WFL aus acht miteinander verkabelten runden Kanistern, die exakt in die Torpedorohre eines U-Bootes passten. Am 25. August 1944 brachte U 992 so ein WFL mit dem Codenamen „Walter“ nach Jan Mayen. Kommandant Falke hatte die Insel auf einer vorangegangenen Unternehmung im Juni bereits erkundet. Walter wurde durch Besatzungsmitglieder und zwei Wetterdienstmitarbeiter an der Krossbukta, der nördlichen Bucht am Fuße des Beerenberges installiert. „Walter“ wurde am 12. März 1945 von einem norwegischen Erkundungstrupp gefunden und teilweise beschädigt. Ende des Monats wurde das Wetterfunkgerät durch die Besatzung des U-Bootjagdschiffs KNM Namsos geborgen und nach Reykjavík gebracht.

### Minen in der Barentssee
Am 29. August lief U 992 von Hammerfest zu einer Minenunternehmung aus. Das Boot fuhr entlang der norwegischen Küste in die Barentssee bis auf Höhe der russischen Insel Kolgujew. Dort wurde am 4. September ein Minenfeld mit dem Codenamen Sprotte ausgelegt. Im selben Zeitraum fanden in dem Seegebiet mehrere Minenunternehmungen durch deutsche U-Boote statt. Daran beteiligt waren U 956 (Minensperre Butt), 636 (Minensperre Forelle) und U 968 (Minensperre Lachs). U 992 lief am 7. September in Narvik ein.

### „Rasmus“ gegen JW 64
Zum Angriff auf den Nordmeergeleitzug JW 64, der aus 64 Schiffen bestand, die sich im schottischen Fluss Clyde gesammelt hatten und am 2. Februar 1945 ausgelaufen waren, stellte die deutsche U-Bootführung eine U-Bootgruppe zusammen. U 992 wurde der Gruppe Rasmus zugeteilt, die aus acht Booten bestand, die JW 64 nach den Maßgaben der von Karl Dönitz entwickelten Rudeltaktik aufspüren und angreifen sollten. Kommandant Falke griff zwei Geleitschiffe an, von denen eines, das US-amerikanische Minensuchschiff T-116 unmittelbar sank. Auch der Angriff auf die Korvette Denbigh Castle war erfolgreich, aber das Schiff sank nicht, sondern konnte durch die HMS Bluebell geborgen und zur Kola-Bucht geschleppt werden. Hier wurde die britische Korvette auf Strand gesetzt. Die Denbigh Castle gilt als Totalverlust.

## Ende des Bootes

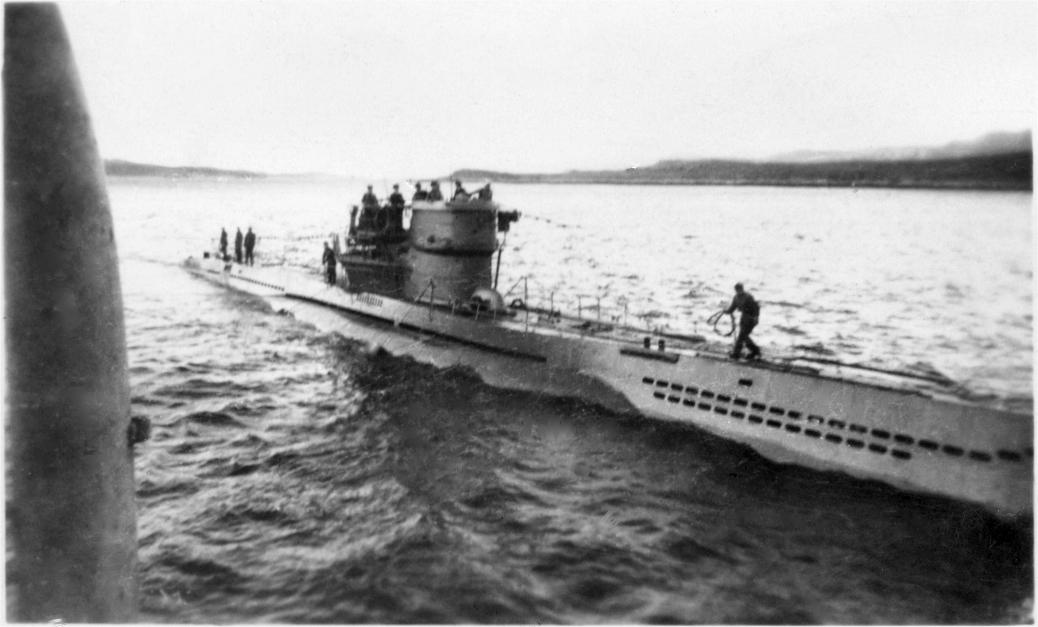
U 922 in Loch Eriboll

Kommandant Falke kapitulierte mit U 922 Anfang Mai in Narvik. Das Boot wurde nach Schottland gebracht. Am 19. Mai erreichte das Boot den schottischen Fjord Loch Eriboll. Von hier aus wurde es nach Nordirland, in den Hafen von Londonderry gebracht, wo es bis September verblieb. Schließlich kam U 922 zurück nach Schottland und ankerte im Loch Ryan, von wo aus es am Mitte Dezember auf offene See geschleppt wurde.
Am 16. Dezember um 12:00 Uhr wurde U 922 im Rahmen der Operation Deadlight durch das T-Klasse-Boot HMS Tantivy mit einem Torpedo versenkt.